# 부안 대항리 패총
부안 대항리 패총(扶安 大項里 貝塚)은 대한민국 전북특별자치도 부안군 변산면 대항리에 있는 패총이다. 1981년 4월 11일 전라북도의 기념물 제50호로 지정되었다.

## 개요
패총(貝塚)이란 수렵·어로·채집에 의하여 살아온 옛 사람들이 조개를 먹은 뒤 버린 조개껍데기와 생활쓰레기가 함께 쌓여 이루어진 유적으로 조개더미라고도 한다.
대항리패총은 변산 해수욕장에서 북쪽으로 약 1km 떨어진 합구미 마을 동쪽 산 밑 밭에 있다. 바닷가에 접한 밭이 파도에 깎여 낭떠러지를 이루자 지층이 드러나 1947년 발견되었다. 규모는 남북 약 14m, 동서 약 10m이며, 130cm 깊이의 암반에 이르기까지 연속적으로 층위가 쌓여있다. 이 패총의 조개껍질층에서 빗살무늬토기 조각과 돌로 만든 석기(石器)가 나와 신석기시대 사람들의 생활상을 간접적으로 말해주고 있다.
대항리패총은 고고학적 자료로서 활용 가치가 있어 기념물로 지정하여 보전하고 있다.

## 참고 문헌
- 대항리패총 - 국가유산청 국가유산포털